# Шемет Олександр Леонідович
Олекса́ндр Леоні́дович Шемет (нар. м. Корюківка, Чернігівська область) — український військовослужбовець, підполковник Збройних сил України, начальник з повітряно-вогневої й тактичної підготовки 12-ї окремої бригади армійської авіації, ⁣учасник російсько-української війни, Герой України, що відзначився під час російського вторгнення в Україну.

## Життєпис
Закінчив Сизранське військове авіаційне училище льотчиків (РФ). Від початку 1990-х — у Збройних силах України.
Під час російського вторгнення в Україну 2022 року підполковник Олександр Шемет — начальник з повітряно-вогневої й тактичної підготовки 12-ї окремої бригади армійської авіації капітан Олександр Ляшенко — штурман-льотчик вертолітної ланки 12-ї окремої бригади армійської авіації, та капітан Андрій Шоган — бортовий авіаційний технік вертолітної ланки 112-ї окремої бригади армійської авіації на початку квітня здійснили перевезення боєприпасів, висадку розвідувальної групи та евакуацію поранених за маршрутом Маріуполь — Дніпро. При заході на посадку та злеті в Маріуполі були обстріляні противником зі стрілецької зброї та ЗРК «ТОР», але виконали завдання у повному обсязі.
Екіпаж гелікоптера виконував завдання 5 квітня, протягом ночі. Політ був здійснений у надважких умовах через насиченості протиповітряних засобів російських окупаційних військ навколо Маріуполя. При поверненні гелікоптер був під прицільним вогнем російського військового човна. Від того «гелікоптер кидало в повітрі від вибухових хвиль, мов іграшку».
Як виявиться пізніше, це був останній успішний авіапрорив на «Азовсталь». Більше українські льотчики долетіти до «Азовсталі» не зможуть. У ніч проти 17 травня почнеться евакуація українських військовиків з «Азовсталі».

## Нагороди
- звання «Герой України» з врученням ордена «Золота Зірка» (2022) — за особисту мужність і героїзм, виявлені у захисті державного суверенітету та територіальної цілісності України, вірність військовій присязі [4].
- орден Богдана Хмельницького III ступеня (2022) — за особисту мужність і самовіддані дії, виявлені у захисті державного суверенітету та територіальної цілісності України, вірність військовій присязі[5].